# Mythologie chrétienne
 (novembre 2021).
- Si vous ne connaissez pas le sujet, laissez ce bandeau (vous pouvez alors contacter les auteurs).
- Si vous supprimez le contenu mis en cause (vous pouvez préalablement contacter les auteurs),

argumentez précisément cette suppression dans la page de discussion
(un manque de référence n'est pas un argument ; une recherche réelle de référence doit avoir été effectuée, être formellement documentée).

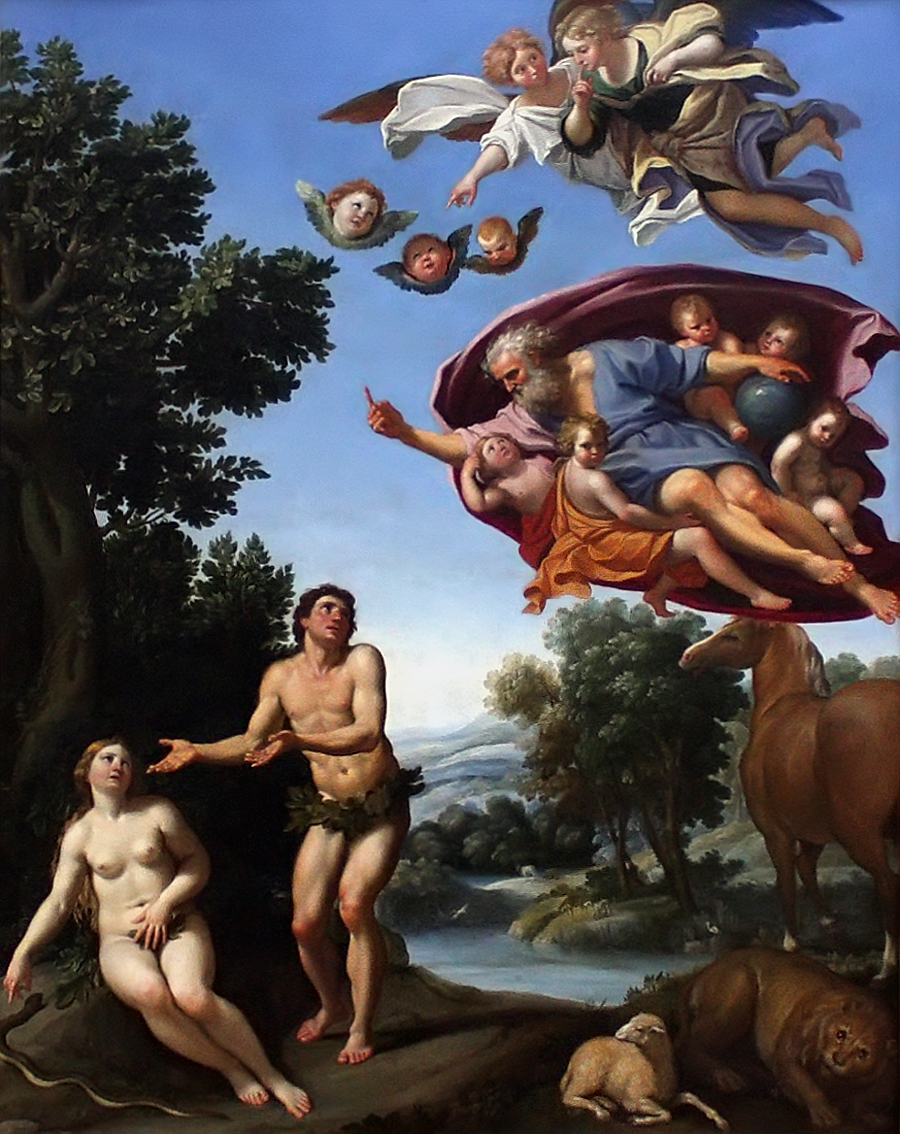
Le péché originel

La mythologie chrétienne est l’ensemble des mythes associés au christianisme. Le terme englobe une grande variété de légendes et de récits, en particulier ceux qui proviennent du Nouveau Testament. Des éléments mythographiques apparaissent dans la littérature chrétienne, en particulier l'ascension d'une montagne, la thématique du combat, la descente dans le monde souterrain, le dieu mourant et ressuscité, le paradis et le sacrifice de soi. Ces thèmes ont pour fonction d'expliquer la place qu'occupe l'humanité dans le monde et le sort qui lui est réservé.
Divers auteurs emploient également ce terme pour désigner d’autres éléments allégoriques de la Bible, par exemple des légendes du Moyen Âge, comme « saint Georges et le dragon », les chevaliers de la Table ronde et la quête du Graal.

## Le mythe dans le christianisme

### Traditions et textes sacrés

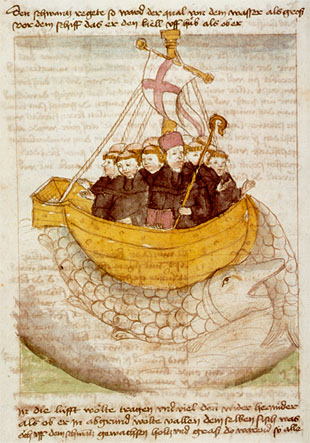
Le Voyage de saint Brendan, manuscrit allemand

En grec ancien, μύθος (muthos), d’où vient le mot « mythe », signifie simplement « histoire, récit ». À partir de l’époque de Jésus de Nazareth, cependant, ce mot avait acquis le sens de « fable, fiction » et les premiers auteurs chrétiens ont évité d'employer ce terme à propos d'épisodes des Écritures canoniques. Les Épîtres pastorales contiennent des dénonciations des « mythes », ce qui peut indiquer que la mythologie rabbinique ou gnostique était populaire parmi les premiers chrétiens, auxquels étaient destinées ces épîtres, et que les auteurs tentaient de les mettre en garde. Par exemple, la Première épître à Timothée enjoint de prendre ses distances avec les « mythes impies et stupides » (τοὺς δὲ βεβήλους καὶ γραώδεις μύθους παραιτοῦ, tous dé bebēlous kai graōdeis muthous) (1 Tm 4:7).

### La cosmologie chrétienne
Pour Rudolf Bultmann (1884-1976),  la cosmologie du christianisme est de nature mythique. Il écrit notamment :

« La cosmologie du Nouveau Testament a essentiellement un caractère mythique. Le monde est considéré comme une structure à trois étages, avec la terre au centre, le ciel au-dessus et le monde souterrain en dessous. Le ciel est la demeure de Dieu et des êtres célestes – les anges. Le monde souterrain est l’enfer, le lieu du tourment. La terre elle-même est plus que le théâtre d’événements naturels, quotidiens, de l'expérience commune, banale. C’est le théâtre de l’activité surnaturelle de Dieu et de ses anges d’une part, et de Satan et de ses démons d’autre part. Ces forces surnaturelles interviennent dans le cours de la nature et dans ce que les hommes pensent, veulent et font. Les miracles ne sont certes pas rares. L’homme ne contrôle pas sa propre vie. Les mauvais esprits peuvent prendre possession de lui, et Satan lui inspirer de mauvaises pensées. À l'inverse, Dieu peut inspirer sa pensée et guider ses desseins. Il peut lui accorder des visions célestes. [...] Il peut lui accorder la puissance surnaturelle de son Esprit. L’histoire ne suit pas un cours ininterrompu et sans heurts ; elle est mise en mouvement et contrôlée par les puissances surnaturelles. Cet éon est retenu en esclavage par Satan, le péché et la mort (car ces « puissances » sont précisément ce qu’elles sont), et se hâte vers sa fin. Cette fin viendra très bientôt et prendra la forme d’une catastrophe cosmique. Elle sera inaugurée par les « malheurs » des temps derniers. Alors le Juge viendra du ciel, les morts ressusciteront, le jugement dernier aura lieu et les hommes entreront dans le salut éternel ou la damnation. »

### Mythes issus de la Bible hébraïque
Les mythes de la Bible chrétienne sont en grande partie hérités de la mythologie juive et des récits de la Genèse. Ils reprennent également des récits de textes apocryphes, exclus du canon des différentes Églises. 
Au Moyen Âge, l'intégration du christianisme à d'autres cultures conduit à la construction de nouveaux mythes. Pour le médiéviste Philippe Walter « Une mythologie typiquement médiévale s'est bien construite sur les croyances païennes que le christianisme dut assimiler dans le but de les contrôler ».

### Le péché originel
La théologie chrétienne insiste, dans sa lecture de la Genèse, sur la notion de péché originel, qui est absente du judaïsme. Or il n'existe en fait aucun « péché originel » dans le texte de la Genèse qui relate l'histoire d'Adam et Ève dans le jardin d'Éden. 
Le premier exposé de cette  doctrine se trouve chez Augustin d'Hippone au IVe siècle et s'appuie sur plusieurs passages du Nouveau Testament : les épîtres de Paul aux Romains (5:12-21) et aux Corinthiens (1 Co 15:22), ainsi qu'un passage du Psaume 51. 
Le thème du « péché originel » privilégie traditionnellement les sentiments de culpabilité face à Dieu par rapport au sens des textes originaux.

## Évolution historique

### Moyen Âge
Philippe Walter explique que les hagiographies médiévales reprennent en grande partie le culte de divinités païennes, en particulier issues de la mythologie celtique. Ces cultes étaient encore suffisamment vivaces au VIIIe siècle pour que Grégoire le Grand préconise à la mission grégorienne de conserver les sanctuaires en substituant des reliques aux idoles.

## Thèmes mythiques

### Créatures légendaires
Dans la Bible, un ange est une créature céleste, créé avant l'homme, et qui intervient généralement comme messager de Dieu.  Parfois il transmet un message divin, parfois il agit lui-même selon la volonté divine.
Parmi les plus connus on peut citer l'ange qui arrête le bras d'Abraham lors de la ligature d'Isaac, pour les thèmes repris du judaïsme, ou l'ange de l'annonciation à Marie pour les thèmes spécifiquement chrétiens.

### Littérature apocryphe
Le livre d'Hénoch, un  apocryphe du IIIe siècle av. J.-C. crée le mythe des anges déchus. 
Au Ve siècle, un mystique chrétien, le Pseudo-Denys, imagine dans le Livre de la hiérarchie céleste toute une hiérarchie de légions céleste. L'armée des anges est constituée de séraphins,  chérubins anges et  archanges tandis que les légions des enfers comptent chacune 6666 démons.

## Les mythes concernant le Christ

### Nativité et enfance

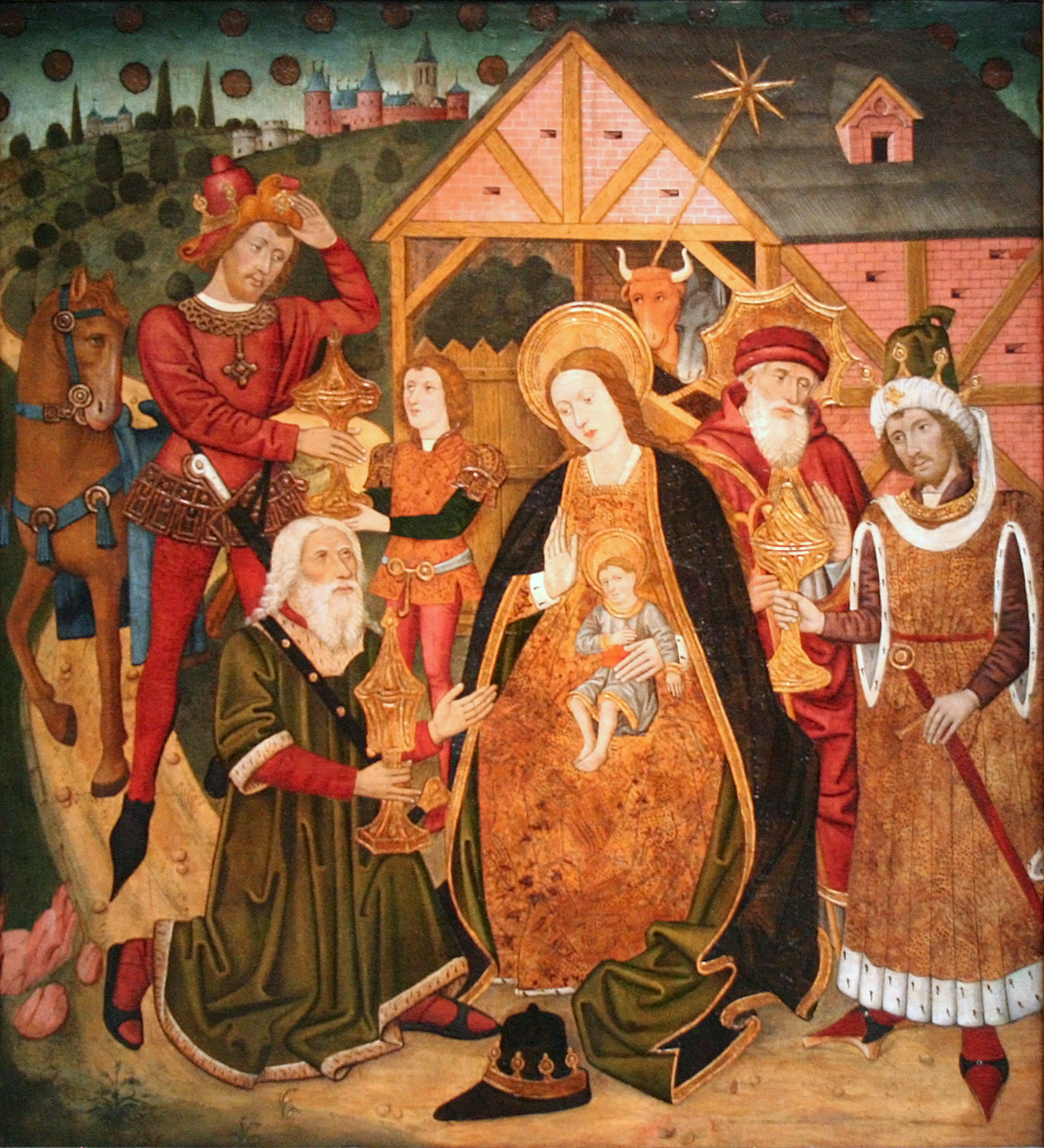
L'adoration des mages

La Nativité de Jésus est relatée dans deux des évangiles canoniques. Cependant, divers éléments de la tradition chrétienne sont issus des apocryphes tels le Protévangile de Jacques et le pseudo-Matthieu, écrits plus tardivement, comme la présence d'un bœuf et d'un âne dans la crèche.
Si certains détails des récits canoniques sont peut-être biographiques, les historiens soulignent que les récits d'enfance du héros sont obligatoires dans la « biographie » d'un grand homme de l'Antiquité, enfance forcément miraculeuse d'un héros prédestiné. Le thème de l'enfant menacé, sauvé par miracle et caché se retrouve dans les légendes de naissance de Cyrus II, Sargon comme Romulus. Marie-Françoise Baslez précise que « les images de la naissance doivent donner la clé de l'homme et de l'action à venir».
Aussi les récits sont-ils avant tout chargés de symboles, comme celui de l'étoile qui guide les rois mages : celle-ci est un signe de prédestination royale dans le monde antique, et un symbole messianique pour les juifs.

### Le Graal
La légende du Graal s'est élaborée sur plusieurs décennies, et n'a pas toujours été assimilée au Christ.
Le Graal est tout d'abord un avatar du chaudron d'immortalité du dieu Dagda – talisman de la mythologie celtique, qui produit une nourriture miraculeuse se renouvelant chaque jour. Dans le Conte du Graal, Chrétien de Troyes christianise partiellement ce mythe : la nourriture miraculeuse devient une hostie, seul aliment d'un saint homme.
Dans la tradition médiévale chrétienne ultérieure, le saint Graal devient une mystérieuse coupe sacrée, et l'objet d'une quête menée par les chevaliers de la Table ronde. Dans cette littérature, le Graal est un objet symbolique : il représente le mystère du christianisme[réf. nécessaire].

### Le saint chrême
Le saint chrême est une huile sainte à usage liturgique à base d'huile d'olive et de baume de Judée (Commiphora opobalsamum) : considérée comme une odeur divine, elle se voit attribuer des vertus miraculeuses. Elle est liée à un ensemble complexe de croyances et de rites incluant l'onction, notamment lors du sacre royal, le Graal et la croisade. Elle est associée à la notion d'odeur de sainteté.